# The Leprechaun
The Leprechaun is de negentiende aflevering van het negende seizoen van het tienerdrama Beverly Hills, 90210, die voor het eerst werd uitgezonden op 17 maart 1999.

## Plot
Noah zit met Donna in de Peach Pitt als er een vrouw langs komt voor hem, zij stelt zich voor als Jeannine en is eigenaresse van een luxe restaurant in Los Angeles en wil nu ook een zaak openen in Beverly Hills. Zij weet dat het huurcontract van de Peach Pitt afloopt en wil graag haar nieuwe zaak openen in dit pand. De vrienden van Noah denken dat dit niet gebeurd omdat zij Natt dit niet gunnen maar Noah heeft het geld nodig en besluit de deal aan te nemen van Jeannine. Nu komt het moeilijkste gedeelte, het nieuws brengen aan Natt. Natt is niet blij als hij het hoort maar zegt het te begrijpen, later komt Dylan bij Noah en vertelt hem dat Noah fout bezig is. Later hoort Noah van Dylan dat hij bij de bank is geweest en de hypotheek overgenomen heeft zodat hij de eigenaar is van het pand en dat Noah hem nu moet betalen. Dylan maakt ook meteen duidelijk dat als Noah niet meer kan betalen hij zijn club kwijt is en dat de Peach Pitt gewoon kan blijven.
David kan het goed vinden met Claudia en zij trekken veel met elkaar op, Claudia werkt momenteel als schoonmaakster maar wil graag werken als visagist in de filmwereld. Aangezien dat zij uit Roemenië komt en geen vaste verblijfsvergunning heeft moet zij een baan krijgen met waarde om daar kans op te maken, David wil proberen om haar een baan te bezorgen zodat zij kan blijven en neemt contact op met een filmmaker die hij kent. Uiteindelijk loopt dit op niets uit en Claudia is bang dat zij uit het land wordt gezet en oppert dan ineens het idee dat zij kan trouwen met David zodat zij in het land kan blijven, David is zo verliefd dat hij ja zegt op haar aanzoek.
Kelly heeft achter de rug van Donna een publicist genaamd Pia aangenomen die ervoor kan zorgen dat de boetiek in een top-10 lijst kan komen in een grote krant. Donna is teleurgesteld dat zij dit niet eerst met haar overlegd had omdat zij zakenpartners zijn. Pia komt langs om kennis te maken met Donna en Kelly en vertelt hen dat zij ervoor kan zorgen dat de winkel beroemd kan worden, Donna is nog steeds niet overtuigd en zegt tegen Kelly dat zij Pia niet wil aannemen maar Kelly zet dit toch door. Gina die graag wil stoken in hun vriendschap helpt Kelly met haar plannen, Pia komt langs bij Kelly en vertelt haar en Gina die erbij zit dat zij een grote opening van de winkel wil regelen met beroemde mensen. Kelly vraagt aan Pia hoe zij ervoor wil zorgen dat zij deze mensen kan laten komen, Pia legt uit dat deze mensen betaald worden om te komen. Als de opening aan de gang is en gezellig druk is dan is Donna toch overtuigd dat dit kan werken totdat zij hoort van Gina hoe de vork in de steel steekt en is boos op Kelly en vraagt Pia te vertrekken met de mensen. Donna en Kelly praten het later uit en Pia komt nog langs met het nieuws dat het aangeslagen is en de boetiek beroemd is maar Donna blijft bij haar standpunt dat zij zonder Pia verder wil en vraagt Kelly om haar te informeren als zij iets van plan is.
Steve heeft weer een briljant idee, het is zo Saint Patrick's Day en hij wil een prijsvraag uitschrijven in de krant. Hij huurt een dwerg, Lou, in om als kabouter rond te laten springen met een pot goud en daar een foto van nemen voor de krant. Het verhaal komt in de krant met de foto en later komt een man binnen genaamd Todd, hij is slager en in zijn winkel heeft hij Lou gevangen en wil nu zijn pot met goud ophalen die beloofd zou zijn in de krant. Steve legt hem uit dat dit niet waar is en Todd wordt boos en eist zijn goud en gijzelt Steve, Janet en Lou. Later horen zij van Todd dat hij het geld nodig heeft voor een operatie voor zijn zoon en Steve belooft hem dat hij hier een verhaal over zal schrijven en in zijn krant zal plaatsen, Todd laat hen vrij met deze belofte. Als het verhaal geplaatst is dan krijgen zij zoveel reacties en geld dat zij dit aan Todd geven zodat hij een operatie kan betalen voor zijn zoon.
Matt krijgt op zijn kantoor een stel op bezoek die willen trouwen, zij vragen Matt of hij voor hen de huwelijkse voorwaarden kan opstellen. Zij willen dit omdat zij allebei in de effectenbeurs werken en alle risico’s willen uitsluiten, Matt heeft hier zijn bedenkingen over omdat dit niet echt romantisch is. Later praat hij hierover met Kelly en begint dan toch te begrijpen waarom zij dit willen doen, Kelly echter begrijpt niet waarom zij dit willen doen en zegt dat zij dit nooit zal doen. Matt besluit dan om het stel in te lichten met het feit dat hij dit niet wil doen om principiële bezwaren omdat hij hierin niet geloofd en dat het stel gewoon elkaar moet vertrouwen als zij willen trouwen.

## Rolverdeling
- Jennie Garth - Kelly Taylor
- Ian Ziering - Steve Sanders
- Brian Austin Green - David Silver
- Tori Spelling - Donna Martin
- Luke Perry - Dylan McKay
- Joe E. Tata - Nat Bussichio
- Lindsay Price - Janet Sosna
- Daniel Cosgrove - Matt Durning
- Vanessa Marcil - Gina Kincaid
- Vincent Young - Noah Hunter
- Elaine Princi - Jeannine Stein
- Josie DiVincenzo - Pia Swenson
- Danny Woodburn - Lou
- Mick Murray - Todd
- Jodi Harris - Ada Milstein
- Michael Yavnieli - Harold Strauss
- Christina Fredlund - Claudia